# Carcen-Ponson
Carcen-Ponson è un comune francese di 648 abitanti situato nel dipartimento delle Landes nella regione della Nuova Aquitania.

## Società

### Evoluzione demografica
Abitanti censiti